# Лукьянов, Александр Михайлович
Алекса́ндр Миха́йлович Лукья́нов (6 июня 1919, Михайловское, Тульская губерния — 28 января 1942, вблизи Пупышево, Ленинградская область) — советский лётчик-истребитель, Герой Советского Союза (22 июля 1941). Дважды совершал воздушный таран и возвращался в строй, сбил 9 самолётов противника (4 лично, 5 в группе), погиб в воздушном бою.

## Биография
С 1934 года жил в Москве, работал в ЦАГИ, обучался в аэроклубе. В декабре 1938 года окончил Борисоглебскую военную авиационную школу лётчиков. С декабря 1938 года служил в 24-м истребительном авиационном полку. Участник советско-финской войны, сбил в бою один самолёт противника.
В начале Великой Отечественной войны — младший лейтенант, командир звена 159-го истребительного авиаполка (Ленинградская область). Воевал с первого дня войны, летал на МиГ-3. 4 июля 1941 года в районе Порхова уничтожил тараном Ju-88, сумел посадить свой самолёт, выжил. 
За этот бой Лукьянов удостоен звания Героя Советского Союза Указом Президиума Верховного Совета СССР «О присвоении звания Героя Советского Союза начальствующему составу Красной Армии» от 22 июля 1941 года за «образцовое выполнение боевых заданий командования на фронте борьбы с германским фашизмом и проявленные при этом отвагу и геройство» с вручением Золотой Звезды (№ 541). 
Зимой 1941—1942 полк Лукьянова прикрывал «Дорогу жизни». Второй таран, против Bf-110, Лукьянов совершил 4 января 1942 года под Ленинградом.
28 января 1942 года Лукьянов, действовавший в паре с младшим лейтенантом Кудряшевым, был сбит немецкими истребителями и погиб. Похоронен в Волхове.

## Память
В 1964 году именем Лукьянова названа улица Александра Лукьянова, бывший Бабушкин переулок, в Басманном районе Москвы. В г. Волхов его имя присвоено Муниципальному общеобразовательному бюджетному учреждению «Волховская городская гимназия № 3 имени Героя Советского Союза Александра Лукьянова».